# Chloridops
Chloridops ist eine ausgestorbene Gattung von finkenähnlichen Kleidervögeln, die auf den Hawaii-Inseln vorkam. Chloridops wurde 1888 auf der Basis des Konakleidervogels (Chloridops kona) von Scott Barchard Wilson beschrieben. Neben einer bisher unbeschriebenen Art von der Insel Maui sind die Typusart (Chloridops kona) von Hawaiʻi sowie die Taxa Chloridops wahi von Oʻahu, Maui und Kauaʻi und Chloridops regiskongi von Oʻahu bekannt geworden.
Eine detaillierte Beschreibung liegt nur vom Konakleidervogel vor, der eine Größe von 15 Zentimetern erreichte und ein insgesamt stumpf oliv-grünes Gefieder mit einem orangen Brustfleck und einen bräunlich-grauen Schnabel aufwies. Die übrigen Arten sind nur von subfossilem Material bekannt.
Alle Taxa dieser Gattung waren durch massive, gekrümmte Schnäbel charakterisiert, die fast so lang waren, wie der übrige Teil des Kopfes. Das hintere Drittel der Schnabelkante des Unterkiefers war stumpfer oder abgeflachter als bei anderen Kleidervögeln. Chloridops regiskongi hatte den längsten Schnabel aller samenfressenden Kleidervögel. Die Schnäbel waren an das Zerdrücken von harten trockenen Früchten und Samen angepasst.
Die Zunge war dick und fleischig, ähnlich der von Papageien. Es gab keinen Sexualdimorphismus hinsichtlich der Größe oder der Gefiederfärbung.

## Aussterben
Das Verbreitungsgebiet des Konakleidervogels war auf ein 10 km² großes Areal im nördlichen Kona-Distrikt auf Hawaiʻi beschränkt. 1894, 10 Jahre nach ihrer Entdeckung, wurde diese Art zuletzt nachgewiesen. Es existieren 56 Exemplare in den Museumssammlungen. Die Ursachen für das Aussterben des Konakleidervogels sind unklar. Die Art galt schon bei ihrer Entdeckung als selten und sowohl Lebensraumverlust als auch die Vogelmalaria könnten für das Aussterben verantwortlich gewesen sein. Die subfossilen Überreste von Chloridops wahi, die aus einem fast unbeschädigten Oberkiefer sowie aus Oberkiefer- und Unterkieferfragmenten bestehen, wurden 1977 am Barbers Point und am ʻUlupau Head auf Oʻahu und Puu Naio Cave auf Maui entdeckt. Ein 1982 von Storrs Olson erwähntes Taxon, dessen Schambein- und Unterkieferreste in den Makawehi-Dünen auf Kauaʻi entdeckt wurden, ist mit Chloridops wahi identisch. Subfossiles Material von Chloridops regiskongi wurde am Barbers Point und am ʻUlupau Head auf Oʻahu gefunden. Ein bisher unbeschriebenes Taxon aus der Puu Naio Cave auf Maui hat Ähnlichkeiten mit Chloridops wahi, die Schambeinwände stehen jedoch weiter auseinander. Die drei zuletzt genannten Arten starben vermutlich innerhalb der letzten 1500 Jahre während der polynesischen Besiedelung, aber vor der Ankunft der Europäer im 18. Jahrhundert aus.